# Михайлов Ярослав Юрійович
Ярослав Юрійович Михайлов (рос. Яросла́в Ю́рьевич Миха́йлов, нар. 28 квітня 2003, Питалово, Росія) — російський футболіст, атакувальний півзахисник клубу «Парі Нижній Новгород» та молодіжної збірної Росії.

## Ігрова кар'єра

### Клубна
Ярослав Михайлов починав грати у футбол у Пскові. Далі перейшов до академії пітерського «Зеніта». Влітку 2021 року футболіст на правах оренди відправився у німецький «Шальке 04». Разом з клубом став переможцем Другої Бундесліги.
Але після закінчення оренди повернувся до «Зеніта» і грав у складі молодіжної команди пітерського клубу. 30 липня 2022 року дебютував в першій команді «Зеніта» у Прем'єр-лізі, коли вийшов на заміну у матчі проти «Локомотива». У вересні 2022 року перейшов в оренду з правом викупу до клубу «Парі Нижній Новгород».
Після завершення сезону 2022/23 «Парі НН» викупив контракт гравця, підписавши з ним контракт на чотири роки.

### Збірна
У 2022 році Ярослав Михайлов дебютував у складі молодіжної збірної Росії.

## Досягнення
Шальке 04
- Переможець Другої Бундесліги: 2021/22